# Henry Allingham
Henry William Allingham (6 tháng 6 năm 1896 – 18 tháng 7 năm 2009) là người đàn ông lớn tuổi nhất ở nước Anh, và là thành viên lớn tuổi nhất của quân đội Anh trong mọi thời đại cho đến nay. Ông còn được biết đến như là một trong những cựu binh lớn tuổi nhất của thời Chiến tranh thế giới thứ nhất. Vào tháng 6 năm 2009 ông là người lớn tuổi thuộc hàng thứ ba châu Âu, và là người đàn ông cao tuổi nhất ở cựu lục địa.
Năm 1915, Allingham gia nhập Không lực Hải quân Hoàng gia Anh, vào năm 1916, ông tham gia Trận Jutland, được xem là trận hải chiến lớn nhất.
Vào tháng 3 năm 2009, Pháp trao tăng huy chương cao quý Bắc đẩu bội tinh cho Allingham. Sau khi Allingham qua đời, Harry Patch (sinh 17 tháng 6 năm 1898) trở thành cựu chiến binh Thế chiến thứ nhất của Anh Quốc còn sống, nhưng Harry cũng qua đời ngày 25 tháng 7 năm 2009.
Vào thứ bảy, 6/6/2009, nhân kỷ nhiệm 65 năm ngày quân Đồng Minh đổ bộ vào Normandie, khởi đầu cuộc tiến chiếm giải phóng châu Âu trong Chiến tranh thế giới thứ hai, thì ở Anh, Allingham tổ chức mừng sinh nhật thứ 113 của mình. Hải quân Hoàng gia Anh dâng tặng chiếc bánh sinh nhật cho ông với một chiếc trự thăng bay lượn trên không để vinh danh.
Ông qua đời một cách tự nhiên khi đang ngủ lúc 3:10 sáng ngày 18 tháng 7 năm 2009 tại nhà chăm sóc của mình, Trung tâm St Dunstan ở Ovingdean gần Brighton, hưởng thọ 113 năm tuổi và 42 ngày.
Sách Kỷ lục Guinness ngày 19/6/2009 ghi nhận ông là người đàn ông già nhất thế giới còn sống.